# Александров, Павел Александрович
Па́вел Алекса́ндрович Алекса́ндров (1866, Санкт-Петербург — 24 сентября 1940, Москва) — российский юрист, статский советник. Расследовал самые сенсационные преступления конца XIX — начала XX века, которые получили широкое освещение в средствах массовой информации.

## Биография
Родился в 1866 году в мещанской семье в Санкт-Петербурге. Отец — купец 2-й гильдии Александр Александрович Александров, мать — Мария Фёдоровна.
В 1890 году окончил юридический факультет Санкт-Петербургского университета, работал участковым судебным следователем. На 20 января 1895г- судебный следователь 1-участка Лужского уезда Санкт-Петербурга
С 12 декабря 1895 года — товарищ прокурора Митавского, затем — Псковского окружного суда.
С 1897 года служил судебным следователем, с 1909 — следователем по важнейшим делам Санкт-Петербургского окружного суда, с 1916 года — следователем по особо важным делам Петроградского окружного суда. Расследовал дела о покушении на жизнь бывшего премьер-министра С. Ю. Витте (доказал в 1907 году причастность к этому преступников, служащих в «царской охранке»), об отравлении доктором Панченко Бутурлина, об убийстве артистки Тимме, дела Орлова-Давыдова и артистки Пуаре, дело аферистки Ольги Штейн, педагога-развратника Дюлу, дело о гибели сына адмирала Куроша, дело о пожаре в Петербургском народном доме по вине принца Ольденбургского и другие. Заслужил репутацию беспристрастного и преданного истине криминалиста, имел политическую беспристрастность, что обеспечило общественное доверие результатам его следствия.
В начале 1917 года преподавал «технику производства расследования в шпионских делах» на курсах контрразведки при Главном управлении Генерального штаба Российской империи.
После Февральской революции 1917 года был откомандирован в Чрезвычайную следственную комиссию, где расследовал деятельность «Союза русского народа», дела Манасевича-Мануйлова, Белецкого, Протопопова и других.
В середине апреля 1917 года открыл производство уголовного дела против Ленина и большевиков. В июле 1917 года министром юстиции Г. Д. Скарятиным включён в состав следственной комиссии по расследованию «июльских событий» (3—5 числа здание контрразведки на Воскресенской набережной было дважды атаковано; утверждалось, что главной целью большевиков был захват архива контрразведки при Главном управлении Генерального штаба, где содержались документы, обличающие их антигосударственную деятельность). Именно контрразведка представила судебному следователю Санкт-Петербургского окружного суда П. А. Александрову несколько шкафов переписки и телеграмм, компрометирующих граждан Российской империи — большевиков и В. И. Ленина. В досудебном следствии о государственной измене В. И. Ленина и большевиков П. А. Александров в 11-м томе дела подшил свидетельство начальника центрального отдела контрразведки при Главном управлении Генерального штаба господина Медведева, а 13 том был полностью составлен из агентурного материала. Именно П. А. Александрову было поручено предъявить официальное государственное обвинение В. И. Ленину на основании преступного деяния предусмотренного 51-й (соучастие и подстрекательство), 100-й (насильственное изменение установленного образа правления, отторжение от России какой-либо её части) и 108 (1-й пункт: способствование неприятелю в военных или иных враждебных деяниях) статьями Уголовного уложения Российской империи.
17 октября 1917 года П. А. Александров допросил последнего свидетеля — Алексеева. Дело в отношении большевиков так и не было завершено, поскольку произошла Октябрьская революция.
После революции П. А. Александров стал управляющим контрольно-ревизионным отделом по топливу в Петрограде, затем в качестве делопроизводителя заведовал общей канцелярией Главного управления принудительных и общественных работ в Москве, был заведующим хозяйством и казначеем в военной части в Уфе, юрисконсультом торгово-промышленной конторы и конторы «Главсахар»
21 октября 1918 года он был арестован органами ВЧК на станции Веймарн Балтийской железной дороги. Вместе с зятем был заключён в лагерь с формулировкой «до окончания гражданской войны» (на два года); его дочь выпустили на свободу. 26 июля 1919 года по ходатайству Демьяна Бедного на имя Ф. Э. Дзержинского зятя освободили.
В 1925 году арестован снова, давал объяснения советским правоохранительным органам (ОГПУ). На тот период он заведовал отделом происшествий на Октябрьской железной дороге в Москве. 5 апреля 1928 года арестован и заключён в тюрьму. Приговорён к 5 годам ИТЛ и отправлен в лагерь. В начале 1929 года его супруга просила ходатайства Помполита в облегчении репрессии. В деле П. А. Александрова (архив ФСБ РФ) сохранилась записка А. В. Луначарского 1929 года:
Настоящим подтверждаю, что А. А. Александров в бытность свою судебным следователем по особо важным делам при правительстве Керенского вел мое личное дело и показал себя при этом человеком совершенно корректным и объективным. […]
Нарком по просвещению Луначарский.
В 1932 году он был досрочно освобождён из лагеря и выслан на оставшийся срок в Сибирь. В середине 1930-х годов вернулся в Москву, работал юрисконсультом в конторе снабжения Главного управления сахарной промышленности Наркомата пищевой промышленности.
17 января 1939 года взят под стражу НКВД (секретный Приказ НКВД № 00447 о репрессии). 17—18 ноября 1939 года был арестован ночью без производства уголовного дела, в нарушение постановления Президиума ЦИК СССР от 2 ноября 1927 года «Об амнистии в ознаменование 10-летия Октябрьской революции», потому что имелось ходатайство органов госбезопасности не применять в отношении П. А. Александрова амнистию, что утвердила Прокуратура СССР 22 мая 1939 года, и было принято решение об этом на Президиуме Верховного Совета СССР 11 ноября 1939 года. 16 июля 1940 года на закрытом заседании Военной коллегии Верховного суда СССР за «необоснованное обвинение вождя пролетариата В. И. Ленина в сотрудничестве с германским Генштабом» приговорён к высшей мере наказания. 24 сентября 1940 года был расстрелян. Похоронен на Донском кладбище (монастырский некрополь, в братской могиле 1, после Донского крематория).
9 ноября 1993 года Главной военной прокуратурой РФ был реабилитирован посмертно.

### Семья
Сёстры: Варвара Александровна Александрова и Мария Александровна Станкевич.
Первый брак: жена — Мария Лаврентьевна Жарова (1867—1927?), дочь Санкт-Петербургского купца 2-й гильдии. В 1923—1927 годах проживала вместе с дочерью и зятем.
Дочь от первого брака — Серафима (1895—1928?), родилась в Пскове; замужем за Анатолием Алексеевичем Ждановым (1887—1967).
Второй брак: жена — Екатерина Ивановна Александрова (1875 — ?), имела среднее образование, домохозяйка. В 1929 году после отправки мужа в лагерь жила у родственников в Пятигорске. Осенью 1933 года была арестована в Пятигорске, 12 декабря 1933 приговорена к 3 годам ссылки и выслана в Томскую область.
Внучка — Наталья Анатольевна Жданова (1917—1919).

## Награды
за безупречную служебную деятельность
- Орден Святого Станислава 3-й степени;
- Орден Святого Станислава 2-й степени;
- Медаль «В память царствования императора Александра III»;
- Бухарский орден золотой звезды 2-й степени[5][1].

## Адреса
- Санкт-Петербург, Большая Московская, 13[6].
- Москва, улица Большая Дмитровка, дом № 20, кв. 30[5][3].

## Комментарии
1. ↑  Г. Д. Скарятин, заместитель министра юстиции, исполнял обязанности министра в течение 3 дней после отставки П. Н. Переверзева, то есть с 19 по 23 июля 1917 года[7].
2. ↑  В состав следственной комиссии входили также прокурор Судебной палаты Коринский, следователи Сергиевский, Бокитько и Сцепура, участковые следователи Монсанский и Фриддрисберг[5].
3. ↑  Неправильные инициалы в источнике объяснены пропущенной опечаткой[9].

## Архивные источники
- дело Павла Александровича Александрова — Центральный архив ФСБ России
- дело В. И. Ульянова (Ленина) — Центральный архив Октябрьской революции
- ГАРФ. Ф. Р-8409. Оп. 1. Д. 380. Л. 77-80, 98-99.
- ГАРФ. Ф. Р-8409. Оп. 1. Д. 911. Л. 45-49, 56.
- ГАРФ. Ф. Р-8419. Оп. 1. Д. 172. Л. 33.
- ЦГИА. Ф. 14. Оп. 3. Д. 25186.
- ЦГИА. Ф. 19. Оп. 127. Д. 365. Л. 82.
- РГАЭ. Ф. 7722. Оп. 2. Д. 2245.
- ЦГИА. Ф. 19. Оп. 127. Д. 3507. Л. 368.